# Neodythemis preussi
Neodythemis preussi är en trollsländeart som först beskrevs av Karsch 1891.  Neodythemis preussi ingår i släktet Neodythemis och familjen segeltrollsländor. IUCN kategoriserar arten globalt som livskraftig. Inga underarter finns listade i Catalogue of Life.